# Hainan Airlines

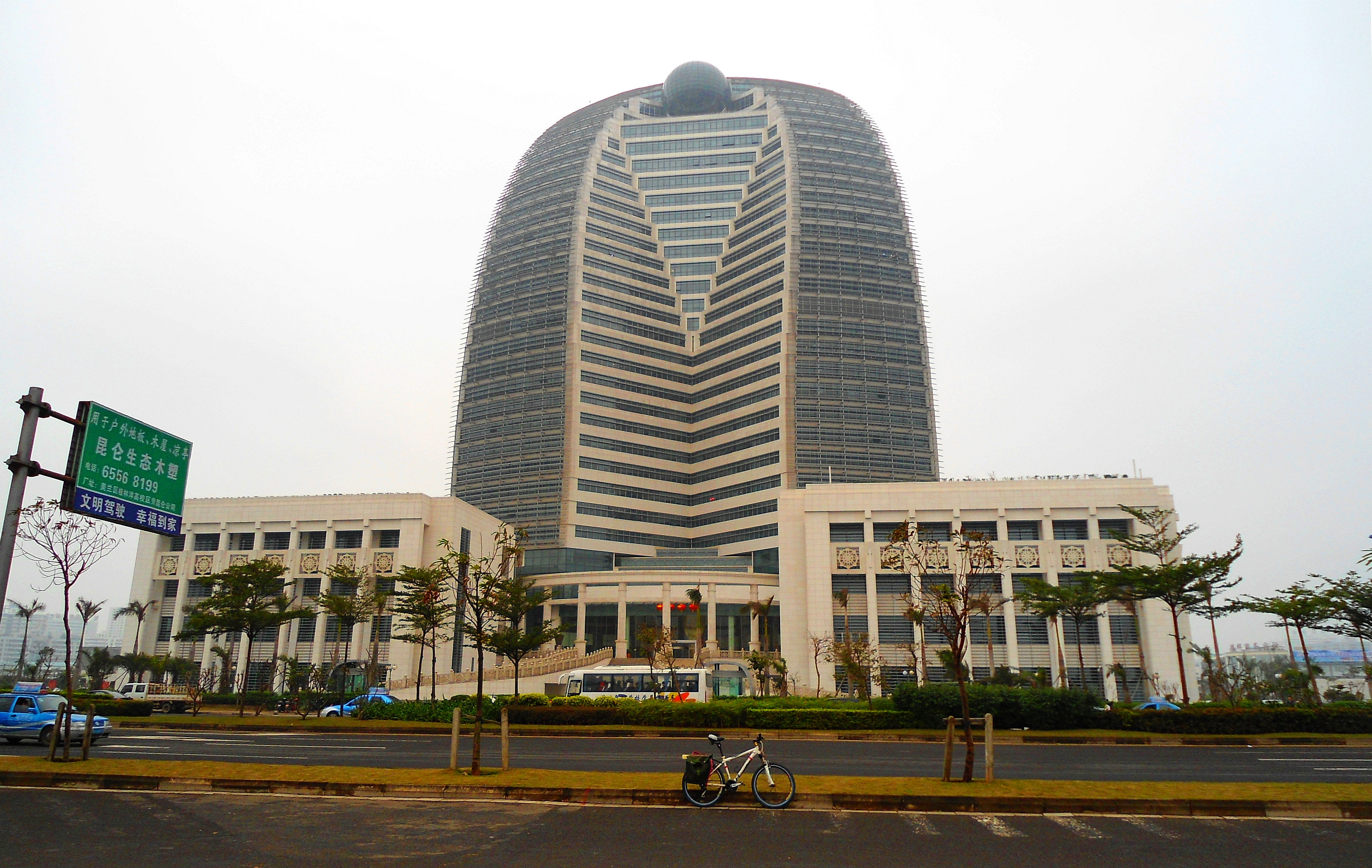
Штаб-квартири Hainan Airlines і HNA Group

Hainan Airlines Company Limited (ВНД), що діє як Hainan Airlines, (SSE: 600221
) (кит.: 海南航空公司; піньінь: Hǎinán Hángkōng Gōngsī) — китайська авіакомпанія зі штаб-квартирою в Хайкоу (Хайнань). Найбільша приватна авіакомпанія країни, займає четверте місце в Китаї за розміром повітряного парку. Входить у конгломерат HNA Group.
Hainan Airlines виконує регулярні внутрішні і міжнародні рейси, разом з чартерними перевезеннями має близько 500 пунктів призначення з Хайнаня і дев'яти аеропортів материкового Китаю. Портом приписки авіакомпанії і її головним транзитним вузлом (хабом) є міжнародний аеропорт Хайкоу, в ролі ще одного головного хаба перевізник використовує пекінський міжнародний аеропорт" Шоуду.
У 2012 році Hainan Airlines вдруге поспіль отримала від британського рейтингового агентства Skytrax найвищу п'ятизірковий оцінку, увійшовши в список з семи авіакомпаній світу з даними балом.

## Зміна назви на Grand China Air
30 листопада 2007 чотири авіакомпанії, Hainan Airlines, Shanxi Airlines, chang'an Airlines і Xinhua China Airlines об'єдналися в Grand China Air (大新華航空), яка стала четвертою за розміром флоту авіакомпанією Китаю. Grand China Air належить нещодавно створеної холдингової компанії Grand China Airlines Holding CO, яка належить владі провінції Хайнань (48,6 %), Джорджу Соросу (18,6 %) і HNA Group (32,8 %).

## Історія
Авіакомпанія була створена в жовтні 1989 року під назвою Hainan Province Airlines. Вона була перейменована в Hainan Airlines і стала першим акціонерним підприємством повітряного транспорту Китаю в січні 1993 року, регулярні рейси початку 2 травня того ж року. Бізнес-джет Bombardier Learjet 55 з'явився в квітні 1995. У 1998 році Hainan Airlines стала першим китайським перевізником, який придбав частку в аеропорту, 25 % в Міжнародному аеропорту Хайкоу Мейлань. Hainan Airlines мала штат 9102 людина на березень 2007.
Материнська компанія — HNA Group. Створена у 2000 році, HNA Group є акціонером інших авіакомпаній: Shanxi Airlines (92,51 %), Chang'an Airlines (73,51 %), Xinhua China Airlines (60 %), Lucky Air, Deer Jet, Shilin Airlines (48,9 %) Grand China Air Express (20 %), Yangtze River Express, Hong Kong Airlines (45 %) і Hong Kong Express (45 %).
HNA group, яка частково належить Джорджу Соросу, планує продати Changjiang Leasing (пов'язаної з нею компанії) і взяти назад в лізинг на шість років чотири літаки Boeing 737-800 вартістю 220 млн дол. з метою скорочення боргів. Hainan Airlines також передасть у лізинг п'ять Fairchild Dornier 328 іншої пов'язаної авіакомпанії, Grand China Air Express, а також переведе туди 230 співробітників.
Hainan Airlines відкрила рейс Пекін-Сіетл 9 червня 2008. Це перше північноамериканське призначення авіакомпанії. З 2009 року відкрито рейс Пекін — Чикаго. 28 квітня 2016 року компанія здійснила перший політ за новим маршрутом Пекін—Тель-Авів.
У 2016 році авіакомпанія Hainan Airlines придбала 23,7 % акцій авіакомпанії Azul Brazilian Airlines.

## Флот

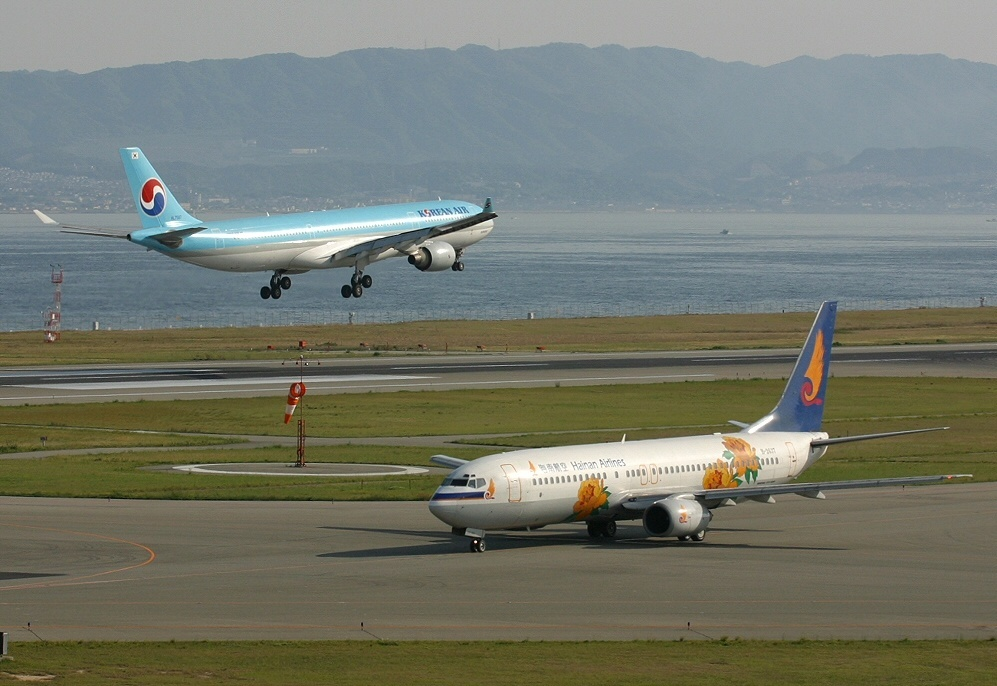
Boeing B737-86N (реєстраційний B-2637) авіакомпанії Hainan Airlines на рулюванні в міжнародному аеропорту Кансай

У червні 2017 року повітряний флот авіакомпанії Hainan Airlines становили такі літаки (середній вік суден — 5,2 року):
11 літаків Dornier 328 експлуатувалися в дочірньої авіакомпанії Tianjin Airlines.

## Кодшерінгові угоди
У листопаді 2012 року у Hainan Airlines діяли код-шерінгові угоди з такими авіакомпаніями:
| - American Airlines (Oneworld) - Brussels Airlines (Star Alliance) - Etihad Airways - EVA Air - Hong Kong Airlines | - Hong Kong Express Airways - Korean Air (SkyTeam) - S7 Airlines (Oneworld) - Росія - Uni Air |

Діють інтерлайн-угоди з авіакомпаніями Alaska Airlines/Horizon Air, Frontier Airlines і United Airlines (Star Alliance).